# Усть-Багарякское сельское поселение
Усть-Багаря́кское се́льское поселе́ние — муниципальное образование в Кунашакском районе Челябинской области Российской Федерации. В рамках административно-территориального устройства муниципальное образование  соответствует административно-территориальной единице Усть-Багарякский сельсовет.
Административный центр — село Усть-Багаряк.

## История
Статус и границы сельского поселения установлены Законом Челябинской области от 12 ноября 2004 года № 288-ЗО «О статусе и границах Кунашакского муниципального района и сельских поселений в его составе»

### Скандал с выборами главы поселения
В соответствии с постановлением Конституционного суда от 1 декабря 2015 года Совет депутатов Усть-Багарякского сельского поселения решил вернуть прямые выборы главы поселения, однако районная газета «Знамя труда», учредителем которой является районная администрация, отказалась официально публиковать решения Совета депутатов по решению главы района.

## География
Озёра: Большой Коклан и другие.

## Население
| 2002  | 2010  | 2011  | 2012  | 2013  | 2014  | 2015  |
| ----- | ----- | ----- | ----- | ----- | ----- | ----- |
| 3067  | ↘2746 | ↘2745 | ↘2667 | ↘2656 | ↘2625 | ↘2569 |
| 2016  | 2017  | 2018  | 2019  | 2020  | 2021  |       |
| ↘2525 | ↘2505 | ↘2444 | ↘2374 | ↘2338 | ↗2346 |       |

## Состав сельского поселения
| №  | Населённый пункт | Тип населённого пункта          | Население |
| -- | ---------------- | ------------------------------- | --------- |
| 1  | Акчакуль         | деревня                         | ↘62       |
| 2  | Иксанова         | деревня                         | ↘131      |
| 3  | Карино           | деревня                         | ↗81       |
| 4  | Кумкуль          | посёлок                         | ↘171      |
| 5  | Маян             | посёлок                         | ↗3        |
| 6  | Мурино           | деревня                         | ↘156      |
| 7  | Нижняя           | посёлок железнодорожной станции | ↘50       |
| 8  | Серкино          | деревня                         | ↘212      |
| 9  | Синарский        | посёлок                         | ↘215      |
| 10 | Усманова         | деревня                         | ↘100      |
| 11 | Усть-Багаряк     | село, административный центр    | ↘1318     |
| 12 | Чекурова         | деревня                         | ↘180      |
| 13 | Элеваторный      | посёлок                         | ↘67       |

### Упразднённые населённые пункты
- Аккуль — упразднённый в 1974 году посёлок.
- Коклан — упразднённый в 2004 году посёлок.